# Qarğılı
Qarğılı è un comune dell'Azerbaigian situato nel distretto di Cəlilabad. Conta una popolazione di 805 abitanti.